# Jason Heyward
Pour les articles homonymes, voir Heyward.
Jason Alias Heyward (né le 9 août 1989 à Ridgewood (New Jersey), États-Unis) est un joueur de champ extérieur des Cubs de Chicago de la Ligue majeure de baseball. 
Heyward, qui évolue de 2010 à 2014 pour les Braves d'Atlanta et en 2015 pour les Cardinals de Saint-Louis, compte une sélection au match des étoiles et a reçu trois Gants dorés et trois prix Fielding Bible pour son excellence en défensive au champ droit. Il fait partie de l'équipe des Cubs championne de la Série mondiale 2016. 

## Carrière

### Braves d'Atlanta
Jason Heyward est le choix de première ronde des Braves d'Atlanta. En 2008 et 2009, le baseball majeur le classe 3e sur sa liste des meilleurs joueurs d'avenir,. Avant la saison 2010, la MLB le considère meilleur espoir s'apprêtant à joindre ses rangs devant le lanceur Stephen Strasburg des Nationals de Washington. Vu comme un athlète pouvant frapper autant pour la moyenne que pour la puissance, il montre de bonnes aptitudes de coureur et est doté d'un bras puissant utile en défensive au champ extérieur. Au cours de son passage dans les ligues mineures, il a connu davantage de succès contre les lanceurs gauchers que les droitiers, à l'inverse de la majorité des frappeurs gauchers. Il est comparé à Dave Parker et Dave Winfield.

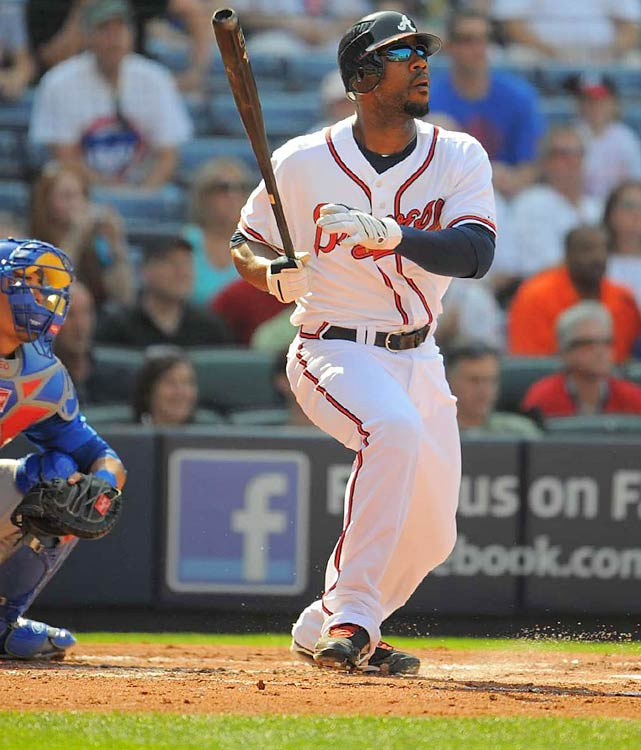
Jason Heyward en 2010.

En 2009, alors qu'il s'aligne avec les Braves du Mississippi de la Southern League, il est élu par Baseball America et USA Today meilleur joueur de baseball des ligues mineures.

#### Saison 2010
Le 5 avril 2010, Jason Heyward est de l'alignement partant des Braves d'Atlanta au match inaugural de la saison et patrouille le champ droit. Dans cette rencontre remportée par Atlanta sur les Cubs de Chicago, il devient le 5e joueur dans l'histoire de la franchise à cogner un coup de circuit à sa toute première présence au bâton dans les majeures, réussissant une claque de trois points contre Carlos Zambrano. Il est aussi le 11e joueur de l'équipe à réussir un circuit à son premier match en carrière. Il termine le match avec deux coups sûrs et quatre points produits.
Heyward connaît un premier mois digne de mention, étant élu meilleure recrue d'avril 2010 dans la Ligue nationale de baseball. Malgré une moyenne au bâton de seulement ,240, il totalise 6 coups de circuit et 19 points produits au cours du mois.
En mai, il est élu recrue du mois dans la Nationale pour la deuxième fois de suite après avoir maintenu une moyenne au bâton de ,337 avec trois triples, quatre circuits et 19 points produits.
En juillet, Heyward est invité au match des étoiles du baseball majeur, à Saint-Louis. Il n'apparaît cependant pas dans la partie.
Heyward termine la saison avec 144 coups sûrs, 18 circuits, 72 points produits et une moyenne au bâton de ,277. Au scrutin déterminant la recrue de l'année dans la Ligue nationale, il termine en seconde place, échappant le titre au profit de Buster Posey des Giants de San Francisco.

#### Saison 2011

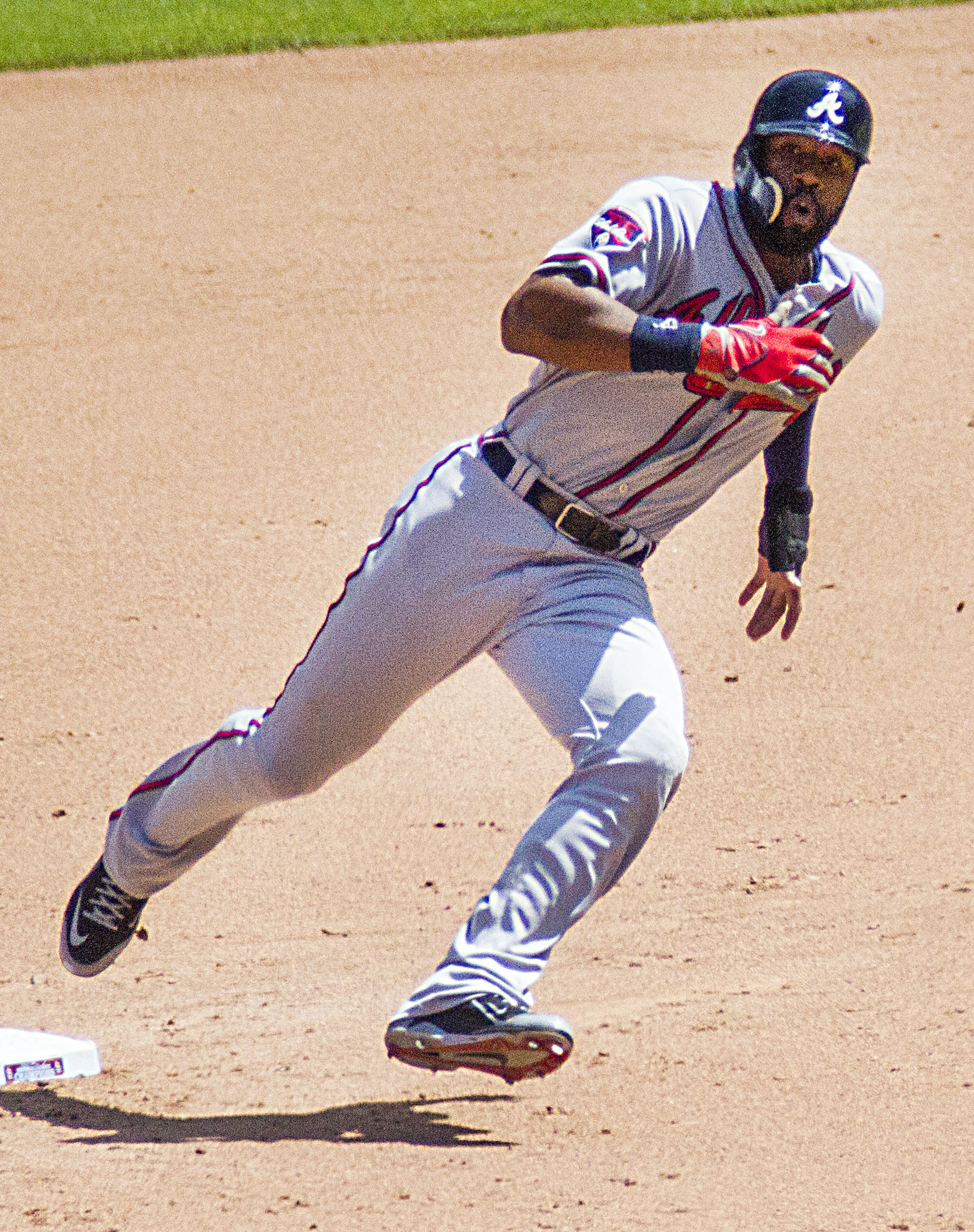
Jason Heyward porte un protecteur facial attaché à son casque, après avoir été atteint par un lancer au visage en août 2013.

Il connaît une deuxième saison dans les majeures plus difficile avec une moyenne au bâton qui chute à ,227. Il frappa 14 circuits et produit 42 points. Il dispute 128 parties, une blessure à l'épaule le tenant à l'écart et nuisant à son élan au bâton.

#### Saison 2012
Heyward enchaîne trois bonnes saisons pour les Braves, où à une bonne production offensive il ajoute un jeu défensif impeccable au champ droit, ce qui lui vaut des prix Fielding Bible et des Gants dorés en 2012 et 2014. 
En 2012, il atteint de nouveaux sommets personnels de coups sûrs (158), de doubles (30), de triples (6), de circuits (27), de buts volés (21), de points marqués (93) et de points produits (82). Sa moyenne de puissance se chiffre à un sommet en carrière de ,479 et il maintient une moyenne au bâton de ,269.

#### Saison 2013
En 2013, Heyward frappe pour ,254 avec 14 circuits et 38 points produits en 104 parties jouées. Il est à l'écart du jeu brièvement en début d'année à la suite d'une appendicectomie, mais surtout vers la fin de la saison lorsqu'il est le 21 août à New York accidentellement atteint au visage par un lancer de Jon Niese des Mets. Heyward est opéré pour une fracture de la machoîre. Il revient au jeu un mois plus tard, le 20 septembre, et porte un protecteur attaché à son casque de frappeur pour protéger le côté droit de son visage, qui fait face aux lanceurs adverses. Heyward continue à porter ce protecteur par la suite.

#### Saison 2014

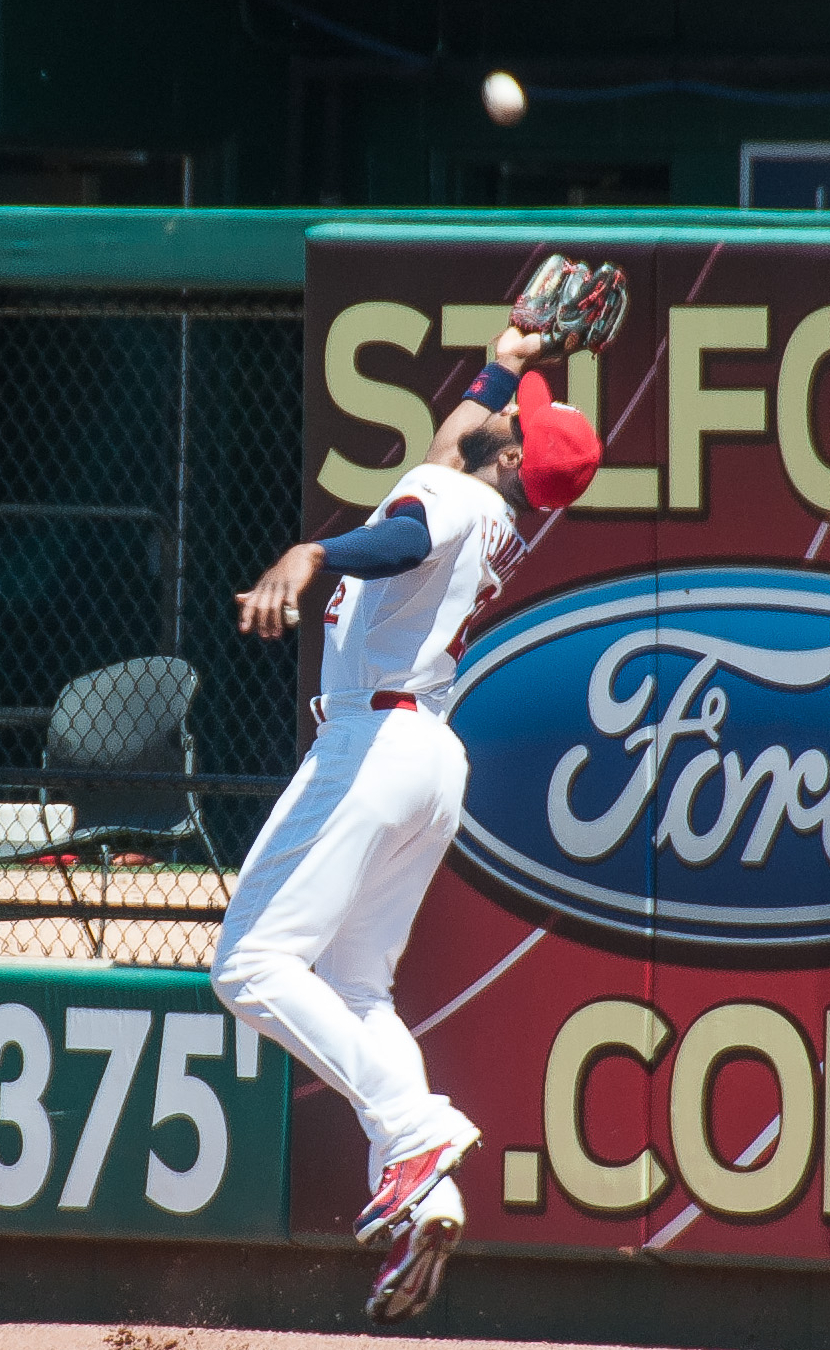
Jason Heyward dans le champ droit pour les Cardinals de Saint-Louis en avril 2015.

En 149 matchs en 2014, Heyward vient près d'égaler ses totaux de coups sûrs (155) et de buts volés (20) de 2012. Il ajoute 26 doubles, 11 circuits, 74 points marqués et 58 points produits pour aller avec une moyenne au bâton de ,271 et la deuxième meilleure moyenne de présence sur les buts (,351) des Braves. Il remporte ses seconds Gant doré et prix Fielding Bible pour ses performances au champ droit. Il reçoit aussi le prix Wilson du joueur défensif de l'année dans le baseball majeur pour la saison 2014.

### Cardinals de Saint-Louis
Le 17 novembre 2014, les Braves d'Atlanta échangent Jason Heyward et le releveur droitier Jordan Walden aux Cardinals de Saint-Louis contre le lanceur partant droitier Shelby Miller et le lanceur droitier des ligues mineures Tyrell Jenkins. Les deux joueurs cédés par les Cardinals dans l'échangent pour Heyward sont des choix de première ronde de la franchise en 2009 et 2010.

### Cubs de Chicago
Au terme de la saison 2015, Heyward devient agent libre pour la première fois. Il est le joueur de position le plus convoité de la saison morte,,,,,,. Entré dans les majeures à l'âge de seulement 20 ans, le joueur de 26 ans est un agent libre plus jeune que la moyenne, ce qui le rend encore plus attractif pour les clubs à sa poursuite,,.
Dès l'ouverture des enchères, la priorité des Cardinals de Saint-Louis,, est de convaincre Heyward de signer avec eux un contrat à long terme. Leurs grands rivaux, les Cubs de Chicago, sont aussi dans la course, et les Nationals de Washington s'invitent dans la compétition en offrant à Heyward un contrat d'une valeur totale de 200 millions de dollars.
Le 15 décembre 2015, Heyward rejoint les Cubs de Chicago, dont il accepte un contrat de 184 millions de dollars pour 8 ans. Outre l'offre plus généreuse des Nationals, les 200 millions proposés par les Cardinals sont aussi rejetés par Heyward, qui accepte moins d'argent pour joindre les Cubs,,,. Le contrat de Heyward à Chicago comporte deux clauses de retrait, qui donne au joueur étoile trois choix : tester le marché des agents libres à nouveau après la saison 2018, devenir joueur autonome après la saison 2019,,, ou demeurer chez les Cubs jusqu'à la fin de l'entente en 2023.
Bien que Heyward soit un voltigeur de droite depuis son entrée dans les majeures, et l'un des meilleurs défensivement à cette position, une mutation au champ centre n'est pas impossible chez les Cubs, puisque les meilleurs joueurs défensifs au champ extérieur y sont généralement assignés, et que Chicago vient de perdre Dexter Fowler, qui évoluait au centre en 2015.

## Statistiques
| Saison | Équipe       | G    | AB   | R   | H    | 2B  | 3B | HR  | RBI | SB  | BA   |
| ------ | ------------ | ---- | ---- | --- | ---- | --- | -- | --- | --- | --- | ---- |
| 2010   | Atlanta      | 142  | 520  | 83  | 144  | 29  | 5  | 18  | 72  | 11  | .277 |
| 2011   | Atlanta      | 128  | 396  | 50  | 90   | 18  | 2  | 14  | 42  | 9   | .227 |
| 2012   | Atlanta      | 158  | 587  | 93  | 158  | 30  | 6  | 27  | 82  | 21  | .269 |
| 2013   | Atlanta      | 104  | 382  | 67  | 97   | 22  | 1  | 14  | 38  | 2   | .254 |
| 2014   | Atlanta      | 149  | 573  | 74  | 155  | 26  | 3  | 11  | 58  | 20  | .271 |
| 2015   | Saint-Louis  | 154  | 547  | 79  | 160  | 33  | 4  | 13  | 60  | 23  | .293 |
| 2016   | Chicago Cubs | 142  | 530  | 61  | 122  | 27  | 1  | 7   | 49  | 11  | .230 |
| 2017   | Chicago Cubs | 126  | 432  | 59  | 112  | 15  | 4  | 11  | 59  | 4   | .259 |
| 2018   | Chicago Cubs | 127  | 440  | 67  | 119  | 23  | 4  | 8   | 57  | 1   | .270 |
| Totaux | Totaux       | 1230 | 4407 | 633 | 1157 | 223 | 30 | 123 | 517 | 102 | .263 |

| Saison | Équipe       | G  | AB  | R | H  | 2B | 3B | HR | RBI | SB | BA   |
| ------ | ------------ | -- | --- | - | -- | -- | -- | -- | --- | -- | ---- |
| 2010   | Atlanta      | 4  | 16  | 0 | 2  | 0  | 0  | 0  | 0   | 0  | .125 |
| 2012   | Atlanta      | 1  | 5   | 0 | 1  | 1  | 0  | 0  | 0   | 0  | .200 |
| 2013   | Atlanta      | 4  | 18  | 1 | 3  | 0  | 0  | 1  | 4   | 0  | .167 |
| 2015   | Saint-Louis  | 4  | 14  | 2 | 5  | 1  | 0  | 1  | 2   | 0  | .357 |
| 2016   | Chicago Cubs | 16 | 48  | 4 | 5  | 1  | 1  | 0  | 1   | 4  | .104 |
| 2017   | Chicago Cubs | 8  | 17  | 1 | 2  | 0  | 0  | 0  | 0   | 0  | .118 |
| 2018   | Chicago Cubs | 1  | 3   | 0 | 0  | 0  | 0  | 0  | 0   | 0  | .000 |
| Totaux | Totaux       | 38 | 121 | 8 | 18 | 3  | 1  | 2  | 7   | 4  | .149 |

Note : G = Matches joués ; AB = Passages au bâton; R = Points ; H = Coups sûrs ; 2B = Doubles ; 3B = Triples ; 
HR = Coup de circuit ; RBI = Points produits ; SB = Buts volés ; BA = Moyenne au bâton.